# Astronidium victoriae
Astronidium victoriae es una especie de planta de flores de la familia  Melastomataceae. Es endémica de Fiyi con dos colonias en Viti Levu. Es un arbusto o pequeño árbol que crece en las selvas densas o abiertas o en matorrales. Existen numerosas colonia en Viti Levu, Ovalau y Moala.